# ГЕС Жук
ГЕС Жук (фр. Jouques) – гідроелектростанція на південному сході Франції. Знаходячись між ГЕС Beaumont (вище по течії) та ГЕС Saint-Estève, входить до каскаду ГЕС на річці Дюранс (ліва притока Рони). 
Вода, відпрацьована на ГЕС Beaumont (куди вона в свою чергу надійшла з розташованої вище по дериваційному каналу ГЕС Сент-Тюль), повертається назад у Дюранс. Практично одночасно з протилежного (лівого) боку долини в Дюранс впадає великий приток Вердон. У декількох сотнях метрів нижче по течії звели греблю Кадараш, яка складається з п'яти водопропускних шлюзів та спрямовує воду у розташоване на лівобережжі річки водосховище об'ємом 3,5 млн м3. Звідси бере початок типовий для каскаду на Дюранс дериваційний канал, що тягнеться вниз по долині на 5,5 км, після чого переходить у тунель довжиною 2,1 км, прокладений через один із відрогів Прованських Передальп.  
По завершенні тунелю розташований машинний зал станції, який обладнано трьома турбінами типу Каплан загальною потужністю 70 МВт. При напорі у 32 метра вони забезпечують річну виробітку на рівні 365 млн кВт-год. Відпрацьована на ГЕС Жак вода подається у продовження дериваційного каналу, яке веде на станцію Saint-Estève. 
Управління роботою ГЕС Жак здійснюється із диспетчерського центру на станції Сент-Тюль.